# NN-301
La carretera NN‑301 es una vía departamental secundaria del departamento de Managua, Nicaragua. Con una longitud de 1.5 kilómetros, esta carretera conecta el municipio de El Crucero con la comunidad de Sánchez Norte, enlazando dos importantes rutas nacionales: la NIC-1 y la NIC-34A. Fue construida entre los años 2000 y 2001 para mejorar la conectividad regional.

## Trazado y cruces
La siguiente tabla muestra su recorrido, localidades y principales conexiones:
| km  | Localidad     | Departamento | Conexión / Ruta |
| --- | ------------- | ------------ | --------------- |
| 0.0 | El Crucero    | Managua      | NIC 1           |
| 1.5 | Sánchez Norte | Managua      | NIC 34A         |